# Astragalus anni-novi
Astragalus anni-novi es una especie de planta del género Astragalus, de la familia de las leguminosas, orden Fabales.
Fue descrita científicamente por Burkart.